# フランソワ・クルーエ

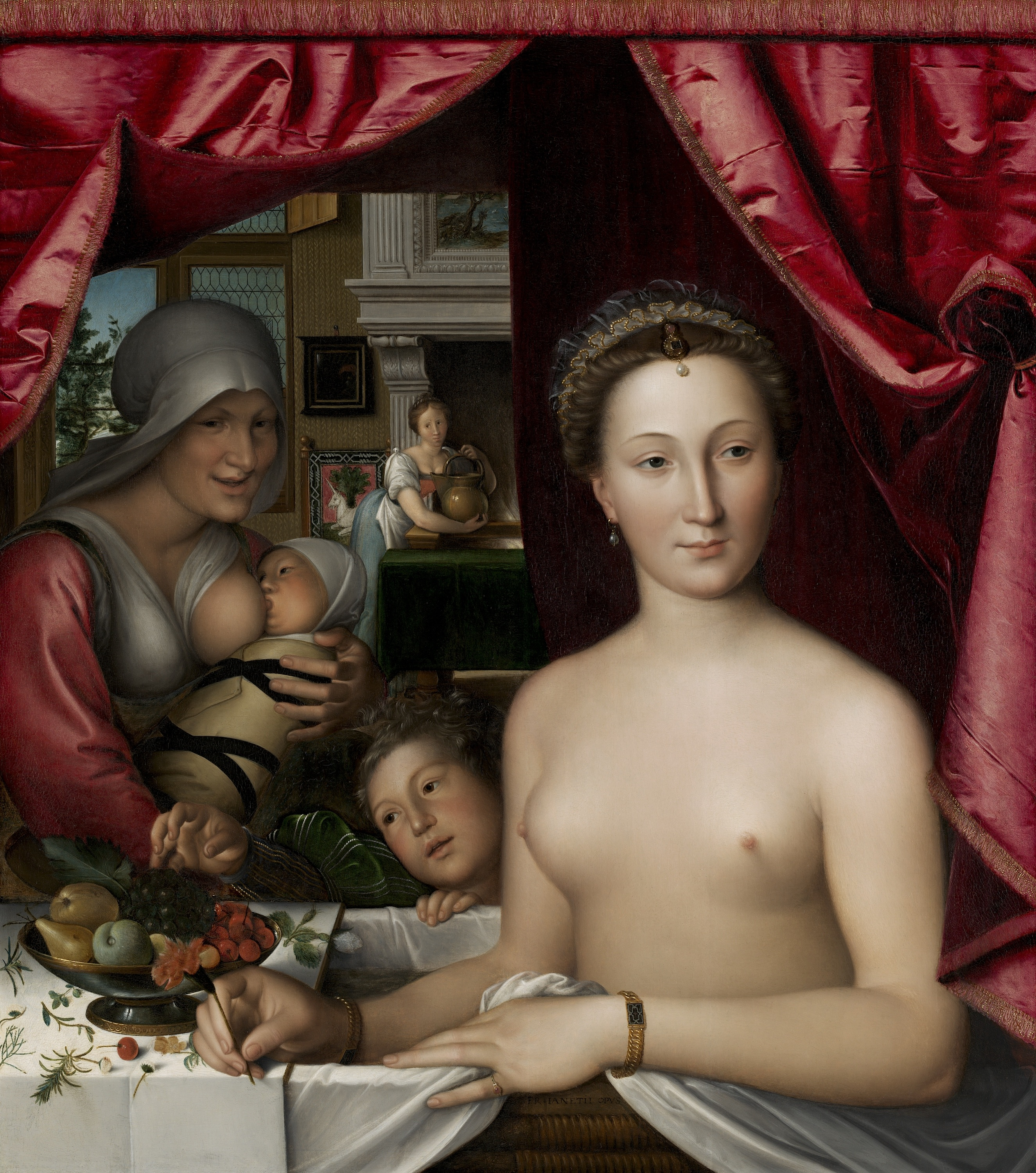
ディアーヌ・ド・ポワティエ（1571年）。ワシントンD.C.、ナショナル・ギャラリー所蔵。

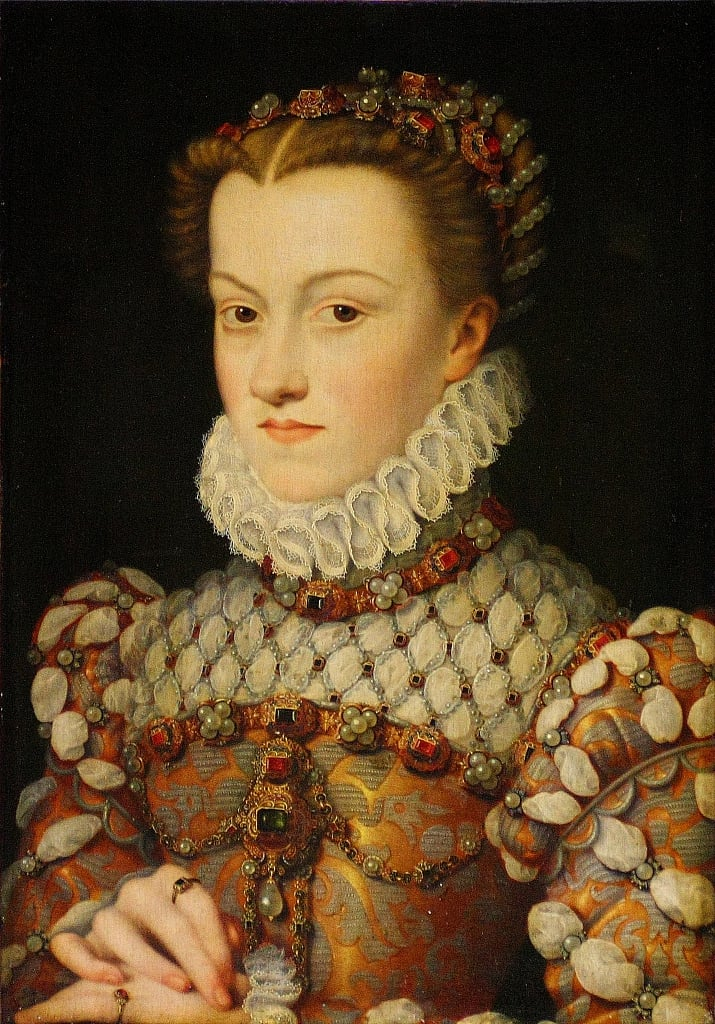
エリザベート・ドートリッシュ（1571年）。ルーヴル美術館所蔵。

フランソワ・クルーエ （François Clouet, 1510年頃 - 1572年12月22日）は、フランス・ルネサンス期のミニアチュール画家・画家。画家ジャン・クルーエの息子。特にフランス・ヴァロワ王家の肖像を多く描いたことで知られる。

## 概要
クルーエはトゥールで生まれた。彼の名前が分かる最も古い記録は1541年12月、王がフランソワのために父の所領を、外国の所領と見なして国家に没収したことからわかっている。この記録では、若いフランソワは芸術的に非常に密接な父に従うつもりだと述べている。父親のように、彼は宮内官を務め、王直属の画家となっていた。給料に関する限りでは、彼は父が職を辞してから仕事を始めていた。多くの絵画が、しばしば完璧でなくとも、この作家の物と考えられる。
フランソワ・クルーエへの賞賛は当時の作家らに謳われ、彼の名は注意深く代々の王のもとに留め置かれた。彼の物とされる作品の多くには、古風で絶えず受け継がれてきた伝統がうかがえる。しかし彼の作品の原型であるという証明はいずれにもなく、常に受け取るべき報酬を記した記録の存在も知られていない。ウフィッツィ美術館とルーヴル美術館にあるフランソワ1世の肖像画は、どちらも彼の手によるものだという。彼はおそらくカトリーヌ・ド・メディシスの絵やその他の絵を描いている。それらは全ての可能性において、他人の手を借りず、絵画の大多数が彼の手で描かれた彼の絵であるとされる。最も目立つ作品の一つはスコットランド女王メアリー1世の肖像画で、チョーク画であり、現在はフランス国立図書館収蔵である。同じような特性を持つのはシャルル9世の2枚の肖像が、そしてシャンティイーにあるマルグリット王女の肖像画の一つである。彼の傑作に数えられるのは、ルーヴル美術館にあるエリザベート・ドートリッシュの肖像画である。この断片はクロード・レヴィ＝ストロースに重要な印象を与えた。  
クルーエはパリ市内、タンプル広場のアヴォイエ通りに住んだ。1568年、クロード・ゴウフィエ・ド・ボワジーとその妻クロード・ド・ボーヌの後援を受けていたことが知られる。他の不確かな事実として、フランソワ・クルーエは1571年に造幣局に召喚されたといわれる。彼の意見が鋳造する硬貨に刻まれる王の肖像を作成するのに有効となった。彼は、フランソワ1世のデスマスクを1547年に準備したのと同様に、予測不可能な事故で死んだアンリ2世のデスマスクを用意した。葬儀に王の肖像が必要となることから彼の絵が準備されたのである。2人の王の葬儀で、彼は教会の装飾に用いられる絵と、盛大な葬儀のための紋章旗とを創作した。
数作のミニアチュールは、彼の作品だと信じられてきた。最も目を引く肖像は、ジョン・モルガン・コレクションにある、等身大の半分の大きさのアンリ2世像である。その他には、サウス・ケンジントンのジョーンズ・コレクションにあるアンジュー公フランソワの肖像もクルーエ作と言われる。
フランソワ・クルーエは、1572年12月22日、聖バルテルミの大虐殺のすぐ後に亡くなった。彼の遺言により、姉と、彼の2人の庶出の娘たちに、遺産の大部分を処分するようにという遺志が示され、未だ実在する。彼の娘たちはまもなく修道女となった。 
彼の作品は、全ての細部は精巧に仕上げられ、絵画全体の絶妙な完成度や、極端に画法が正確であるため突出している。彼は高い知性、偉大な洞察力、猛烈に仕事に興味を感じること、絵画の中の人物の個性を表現する手腕を持つ男であった。彼の色遣いは特別に目立つ物ではなく、彼の作品が特別に美しいとみなされもしなかった。しかし、画法の完成度で彼はたぶん突出するだろう。